# Интегральное исчисление
Интегральное исчисление — раздел математического анализа, в котором изучаются интеграл, его свойства и методы вычислений.

## Длины, площади и объёмы

### Задачи исчисления
В сочинении Архимеда «Об измерении длины окружности» рассматривается вопрос об определении площади и длины окружности круга, а в трактате «О шаре и цилиндре» — о поверхностях и объёмах тел, ограниченных кривыми поверхностями; эти вопросы представляют первые геометрические задачи, относящиеся к исчислению. И в настоящее время основной задачей исчисления является нахождение площадей криволинейных фигур. Под площадью криволинейной фигуры {\displaystyle S} (чертёж 1) подразумевается предел, к которому стремится площадь вписанного в фигуру многоугольника по мере увеличения числа его сторон, причём эти стороны могут быть сделаны меньше всякого заранее заданного произвольно малого числа.

### Площади элементарных фигур

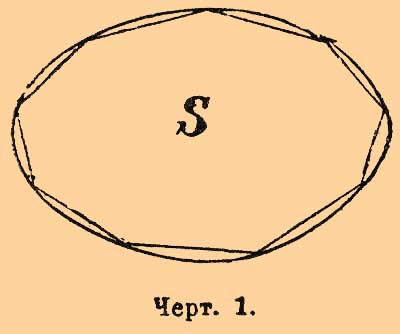
Чертёж 1

Вычисление площади фигур осуществляется на основании базового понятия — площади прямоугольника. Для определённости скажем, что площадь прямоугольника равна произведению его смежных (непараллельных) сторон. Отметим также, что это определение поддаётся обобщению до определения объёма {\displaystyle n}-мерных параллелепипедов.
Площадь параллелограмма можно посчитать из соображений того, что он отличается от прямоугольника отсечением и добавлением равных треугольников. Так как площадь аддитивна (то есть площадь объединения непересекающихся фигур равна сумме их площадей) и инварианта (то есть одинакова для конгруэнтных фигур), заключаем, что площадь параллелограмма равна площади соответствующего прямоугольника или, что то же самое, произведению его стороны на высоту, опущенную на неё. Значение площади треугольника равно половине площади параллелограмма, получаемого удвоением этого треугольника, а многоугольников определяется при помощи площади треугольников.

### Площади под произвольным графиком
Очень часто требуется для заданной функции {\displaystyle f(x)} найти площадь так называемой криволинейной трапеции — части плоскости, ограниченной графиком, осью абсцисс, и прямыми {\displaystyle x=a} и {\displaystyle x=b}. В общем случае эта трапеция, естественно, может не разбиваться на целое количество прямоугольников. Имеет смысл рассматривать площадь со знаком, то есть у отрицательной части графика площадь считается с отрицательным знаком. Чаще всего площадь имеет смысл не только как характеристика фигуры, но и как свойство данной функции скажем, с точки зрения физического смысла, отчего площадь рассматривается именно так. При необходимости можно рассмотреть площадь для модуля функции.
Вычисление этой величины может производиться различными способами, имеющими разную область применимости. 

#### Интеграл Римана

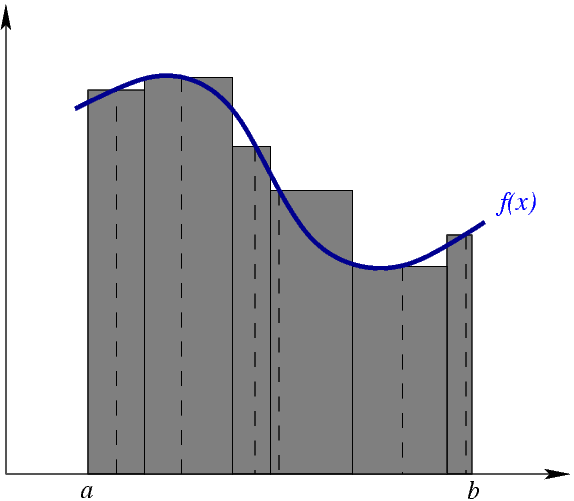
Геометрический смысл интеграла Римана

Наиболее широко используемый метод нахождения такой площади является интегрирование по Риману. Он применим, согласно критерию Лебега, для всех функций непрерывных почти всюду, то есть разрывных на множестве точек меры ноль. 

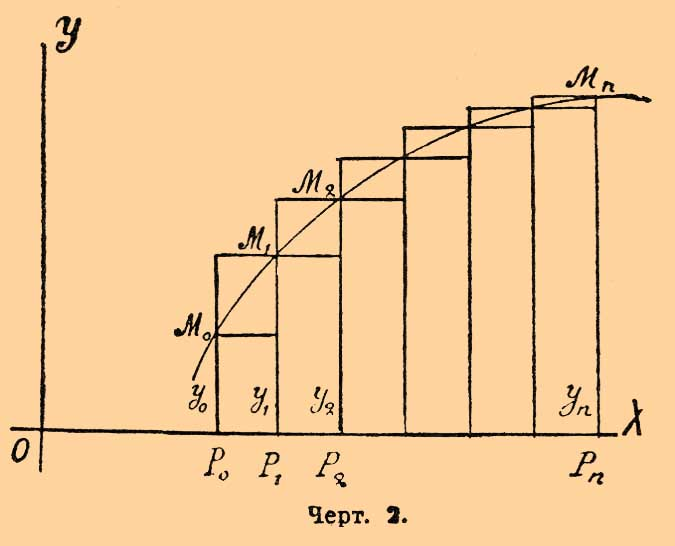
Вычисление площади криволинейной трапеции при различных : равных минимуму (ниже) и максимуму (выше) значения функции на интервале. Если пределы при диаметре, стремящемся к нулю, и таком принципе выбора равны, то это и есть интеграл Римана

Метод состоит в том, чтобы разбить интервал {\displaystyle [a;b]} (при {\displaystyle a<b}) на непересекающиеся интервалы длиной {\displaystyle \Delta x_{i}}. На каждом из этих интервалов отметить своё число {\displaystyle \xi _{i}}, и рассматривать прямоугольники, одна сторона которых содержит точку {\displaystyle {\big (}\xi _{i};f(\xi _{i}){\big )}}, а параллельная ей является соответствующим интервалом. Площадь объединения этих прямоугольников равна 
{\displaystyle \sum _{k}f(\xi _{i})\Delta x_{i}.}
Сейчас некорректность полученного метода состоит в погрешности получаемых площадей. Тем не менее при стремлении диаметра множества всех интервалов к нулю предел, если таковой существует, площади объединения прямоугольников равен площади со знаком искомой фигуры. Построенный предел суммы площадей прямоугольников называется интегралом Римана функции {\displaystyle f(x)} в пределах от {\displaystyle a} до {\displaystyle b} и обозначается
{\displaystyle \int _{a}^{b}{f(x)dx}.}
При {\displaystyle a>b} интеграл принимается равным аналогичному интегралу от {\displaystyle b} до {\displaystyle a}, а при {\displaystyle a=b} — нулю.

#### Интеграл Лебега
Альтернативным способом нахождение такой суммы является интегрирование по Лебегу. Все функции, определённые на конечном отрезке числовой прямой и интегрируемые по Риману, являются также интегрируемыми по Лебегу, причём в этом случае оба интеграла равны. Однако существует большой класс функций — класс измеримых функций, определённых на отрезке и интегрируемых по Лебегу, но неинтегрируемых по Риману. 
Определение интеграла строится поэтапно для всё более общих функций. Его суть можно выразить так: умножим каждое число из области значения функции на меру его полного прообраза. Если область значения конечна (иначе говоря, функция является простой), то сумма полученных значений называется интегралом Лебега от функции {\displaystyle f(x)}. В противном случае рассмотрим все конечнозначные функции, всюду меньшие {\displaystyle f(x).} Если {\displaystyle f(x)} неотрицательна, то интегралом Лебега от неё называется точная верхняя грань интеграла Лебега от рассматриваемых конечнозначных функций. А так как для любой функции {\displaystyle f(x)=\max {\big (}0;f(x){\big )}+\min {\big (}0;f(x){\big )}} и {\displaystyle \max {\big (}0;f(x){\big )},-\min {\big (}0;f(x){\big )}\geqslant 0} всюду, интеграл Лебега от произвольной {\displaystyle f(x)} определяется из соображений аддитивности. Наконец, для произвольного измеримого множества {\displaystyle A} интегралом Лебега функции {\displaystyle f(x)} по множеству {\displaystyle A} называется интеграл Лебега от произведения функции {\displaystyle f(x)} на индикатор {\displaystyle A.} Отметим, что все три части определения между собой согласованы. К примеру, интегралы от простой неотрицательной функции, посчитанные двумя приведёнными способами, равны.
Интеграл Лебега функции {\displaystyle f(x)} по множеству {\displaystyle A} обозначается: 
{\displaystyle \int \limits _{A}f(x)\,\mu (dx).}

### Площади произвольных фигур
Имея понимание об интеграле, можно вычислить и площадь, ограниченную произвольной параметрической кривой. Для этого достаточно взять интеграл от произведения функции одной координаты на производную (по параметру) другой. То есть если кривая имеет координаты  {\displaystyle x(t)} и {\displaystyle y(t)} при {\displaystyle t\in [t_{1};t_{2}]} (подразумевается {\displaystyle t_{1}<t_{2}}), то площадь равна
{\displaystyle \int _{t_{1}}^{t_{2}}{y(t)x'_{t}(t)dt}.}